# Asashōryū Akinori
Asashōryū Akinori (朝青龍 明徳?), pseudonimo di Dolgorsürengiin Dagvadorj (in lingua mongola Долгорсүрэнгийн Дагвадорж; Ulan Bator, 27 settembre 1980), è un lottatore di sumo mongolo.

## Biografia

### Carriera e trionfi
È il 68° Yokozuna e il significato del suo nome giapponese (Asashōryū) è: drago (ryu) - blu (sho) - del mattino (asa). È diventato yokozuna nel marzo del 2003, a poco più di 2 anni dal suo debutto nella categoria Makuuchi, e dopo soli 3 anni e 2 mesi dal suo debutto assoluto nel sumo. È il primo yokozuna di nazionalità mongola nella storia del sumo. La scalata di Asashōryū al vertice della piramide dei rikishi è stata molto rapida. Dopo il debutto assoluto nel gennaio 1999, nel settembre del 2000 è già fra i Jūryō, dopo aver conquistato in rapida successione i titoli delle categorie Jonidan, Sandanme e Makushita. Dopo due basho tra i Jūryō, raggiunge il rango di maegashira 12 nei Makuuchi (gennaio 2001); altri due basho gli sono poi sufficienti per l'esordio nel Sanyaku (maggio 2001), con il rango di Komusubi.
Nel luglio 2001 Asashōryū, dopo il Kachi-Koshi (score col punteggio in attivo sulla base di 15 match per torneo) conquistato nel suo primo torneo da komusubi, subisce, quella che resta l'unica retrocessione della sua carriera, uscendo dal Sanyaku. Dopo un solo torneo da maegashira 1, però, il mongolo risale nuovamente al rango di komusubi nel novembre 2001, quindi diventa Sekiwake nel gennaio 2002 e ōzeki nel settembre 2002. Asashōryū disputa tre soli Basho con il rango di ōzeki, dato che nel marzo 2003 viene promosso addirittura yokozuna (in questo è stato uno dei nove non-giapponesi ad aver ottenuto tale livello; gli altri sono: Konishiki, Akebono e Musashimaru dalle Hawaii; Hakuhō, Harumafuji, Kakuryū e Terunofuji dalla Mongolia; Baruto Kaito dall'Estonia e Kotooshu dalla Bulgaria) a seguito della conquista di due yusho consecutivi.
Asashōryū, ha conquistato 25 yusho nella Makuuchi e detiene il record degli Yusho consecutivi (7 dal Kyushu 2004 al Kyushu 2005 compresi); ed è l'unico rikishi ad aver conquistato tutti i basho di uno stesso anno solare (il 2005). Fra i record personali di Asashōryū, figurano le 51 affermazioni sui 52 bouts disputati (fra la 1ª giornata dell'Hatsu 2005 e la 7ª giornata del Nagoya 2005), subendo l'unica sconfitta ad opera di Tochiazuma (un ex ōzeki).
I suoi atteggiamenti sono stati spesso giudicati indegni del suo rango, perché ha contestato i verdetti dei giudici, cosa inaudita per un rikishi, ed è stato squalificato alla quinta giornata Nagoya Basho 2003 per aver atterrato il rikishi mongolo Kyokushuzan prendendolo per i capelli, un gesto assolutamente vietato nel sumo.

### La squalifica ed il ritiro
Ai record positivi, Asashōryū ne ha poi aggiunto un altro negativo: nel 2007 è stato il primo yokozuna della storia ad essere stato squalificato. La squalifica ha riguardato due basho consecutivi (Aki e Kyushu 2007).
Nel luglio del 2007 Asashōryū decise infatti di saltare il tour promozionale estivo di Tōhoku e Hokkaidō a causa di un infortunio. I referti medici presentati alla Associazione Giapponese di Sumo indicavano una lesione al gomito sinistro e una frattura da stress alla schiena, che avrebbero richiesto sei settimane di riposo per guarire. Ma nonostante il dichiarato infortunio, nei giorni successivi Asashōryū partecipò in Mongolia ad una partita di calcio di beneficenza (insieme tra gli altri ad Hidetoshi Nakata).
Lo Yokozuna Deliberation Council, una volta preso atto che Asashōryū era in grado di sostenere una partita di calcio nonostante avesse dichiarato un infortunio, procedette alla squalifica del campione mongolo per aver mentito sulle proprie condizioni fisiche: ciò consistette nella sospensione per due basho consecutivi (Aki e Kyushu 2007) e ingaggi ridotti del 30% per i quattro mesi successivi.
Il 4 febbraio 2010, infine, Asashōryū ha annunciato il suo ritiro dal sumo, ritiro avvenuto dopo un lungo conciliabolo privato con gli uomini del Riji-Kai, ovvero il comitato direttivo dell'Associazione di sumo, il Nihon Sumo Kyōkai. Fatale per lo Yokozuna è stata l'ennesima intemperanza che lo ha visto protagonista di un alterco all'interno di un night-club di Tokyo, durante l'ultimo hatsu-basho, alterco nel quale Asashōryū, ubriaco, ha colpito un avventore del posto procurandogli la frattura del setto nasale. Inutile si è rivelato il tentativo di accordo amichevole tra i due litiganti perché, anche se la vittima del colpo ha accettato una notevole somma di denaro per non denunciare il campione alle autorità, i giornalisti nipponici hanno scoperto l'accaduto, malamente coperto dal manager di Asashōryū, facendo scoppiare l'ennesimo scandalo.
In lacrime ed amareggiatissimo, Asashōryū ha dunque detto basta, spinto all'abbandono dal Kyōkai (che ne minacciava l'espulsione a vita, cosa che sarebbe costata gravi penali economiche allo yokozuna) ed ha lasciato l'attività a soli 29 anni, con la bellezza di ben 25 yusho vinti, cosa che fa di lui il quarto yokozuna della storia per numero di vittorie.